# Infantería de Marina de la República de Corea
La Infantería de Marina de la República de Corea (ROK Marine Corps / ROK Marines, ROKMC, coreano Hangul: 대한민국 해병대, Hanja: 大韓民國海兵隊, Romanización Revisada:  Daehanminguk Haebyeongdae) es el cuerpo de marines de la República de Corea. Aunque en teoría se encuentra bajo la dirección del Jefe de Operaciones Navales, la Infantería de Marina opera como un brazo de las distintas fuerzas surcoreanas, a diferencia de la mayoría de ramas de la Marina, que en general funcionan como parte de la armada del país. Fue fundada como una fuerza de reconocimiento justo antes del inicio de la Guerra de Corea.  El ROKMC también entró en combate durante la Guerra de Vietnam durante su permanencia en Da Nang, a veces luchando junto a los Marines y Navy SEALs.

## Historia

### Fundación
El 15 de abril de 1949, la Infantería de Marina de la República de Corea (ROKMC en inglés) fue fundada en el aeródromo de Deoksan en Jinhae con una dotación inicial de 380 hombres y fue modelado por la U.S. Marine Corps. El teniente coronel Shin Hyun-Joon fue designado para dirigir como primer comandante de la recién creada Infantería de Marina y como Comandante fue ascendido a coronel en 1 de julio de 1949. Las tropas ROKMC se emitieron con muchas armas sobrantes del Ejército Imperial Japonés utilizadas durante la Segunda Guerra Mundial, incluyendo el 7.7 mm Ametralladora ligera Tipo 99. La Infantería de Marina llevó a cabo operaciones de represión contra los elementos comunistas en Jinju y Jeju-do.; recibió su bautismo de fuego durante la Guerra de Corea.

### Guerra de Vietnam
Durante la Guerra de Vietnam, el ROKMC envió a la brigada Cheongryeong ('Dragón Azul', 청룡/靑龍) a la República de Vietnam.
A petición de los Estados Unidos, el presidente Park Chung Hee de la República de Corea acordó enviar unidades militares a Vietnam, a pesar de la oposición de la Asamblea y el público. A cambio, Estados Unidos acordó proveer fondos adicionales a los militares coreanos para modernizar sus fuerzas armadas, por un total de alrededor de mil millones de dólares.
Unidades de la República de corea 'TAR Tactical Area of Responsibility o Area Táctica de Responsabilidad era la mitad sur de la I Corps. The ROK Marine Corps units were deployed with the I Corps alongside Marines.
En virtud de un convenio con la Infantería de Marina, los medios de transporte aéreo serían proporcionados a la brigada y se les asignaría la misma prioridad para los aviones disponibles al igual que las unidades norteamericanas. A team of experts from Subunit One, 1st ANGLICO y fue enviado con la misión de mantener un paraguas de aire sobre la Brigada Dragón azul dentro y fuera del campo. A two man fire control team was assigned to each ROKMC infantry company at all times.
Inicialmente, el AK-47-equipaba al Vietcong y NVA outgunned Korean soldiers, since they were armed with World War II-era weaponry (M1 Garand and Carabina M1). Sin embargo, pronto recibió más armas modernas de los militares de los Estados Unidos como el M16.
Las tres principales unidades desplegadas en Vietnam por los marines surcoreanos fueron: La Brigada Blue Dragon, La División Capital del (ROKA) y la División White Horse. Varias unidades de fuerzas especiales de la República de Corea también se desplegaron.
La mayoría de las operaciones no supera el tamaño de un batallón, sino que también llevaron a cabo operaciones de división tamaño. Antes de la realización de misiones, los infantes de marina de Corea del Sur expusieron sus planes con mucho más cuidado que sus aliados, con una mayor disciplina de fuego, el uso eficaz de apoyo de fuego, y una mejor coordinación de las sub-unidades. También tenían a su favor la dirección de la lucha contra la distinguida comandantes de compañía y pelotón. En busca del pueblo, los soldados República de Corea sometería el acuerdo a una serie de redadas detallada al interrogar a los sujetos en el acto. En comparación, las unidades estadounidenses tendían a favorecer a un solo barrido seguida de una retirada de todos los civiles para la investigación. Este enfoque ciertamente laborioso dado sus frutos en términos de incautaciones de armas y reducción de la actividad de capital riesgo en zonas de la República de Corea. Coreanos aprendió rápidamente el idioma vietnamita pidgin, por temor a que la mayoría de los traductores de Vietnam eran espías de Vietcong y NVA. Coreanos tenían una mejor inteligencia de campo que sus contrapartes de América. Los coreanos llevaron a cabo operaciones de contrainsurgencia tan bien que los comandantes estadounidenses consideraron que la ATR (Área Táctica de Responsabilidad) coreana era la más segura. Estos objetivos se apoya en documentos del Vietcong capturados después de la Ofensiva del Tet advirtió a sus compatriotas a participar nunca coreanos hasta la victoria total estaba seguro. De hecho, era frecuente que el NVA y el Vietcong fueron emboscados por los coreanos y no al revés.
Al parecer, los marines surcoreanos eran expertos en la localización de las armas enemigas cachés. The official U.S. report on South Korean participation in Vietnam, entitled "Vietnam Studies: Allied Participation in Vietnam," establece que  "El enemigo teme a los coreanos, tanto por sus innovaciones tácticas y la tenacidad de los soldados. Es de interés más que pasajero señalar que nunca hubo una unidad estadounidense en Vietnam que fue capaz de 'olfatear' armas pequeñas como los coreanos. Los coreanos no pueden sufrir muchas bajas, no puede ser que consiga muchos de los enemigos de una operación, pero cuando trajeron en setenta y cinco o cien armas, los estadounidenses se preguntó en qué lugar del mundo en el que los recibió. Parecían tener un olfato natural para recoger las armas enemigas que fueron, por lo que el enemigo pensó, con seguridad en caché de distancia. La opinión considerada fue que era bueno que los coreanos fuesen 'amistosos.'"
Una de las operaciones más destacadas durante la Guerra de Vietnam fue la Batalla de Tra Vinh Dong en el que poco menos de 300 infantes de marina defendió con éxito su base contra los más de 2.400 Viet Cong. [cita requerida] Another notable operation is Operation Flying Tiger in early January of 1966; here, the Koreans accounted for 192 Viet Cong killed as against only eleven Koreans.
El manual del Ejército de EE.UU. sobre la participación de Corea en Vietnam también establece que "[l]os Coreanos fueron a fondo en su planificación y deliberada en su ejecución de un plan. Por lo general, un área rodeada por el sigilo y el movimiento rápido. Si bien el recuento de enemigos muertos era probablemente no de mayor proporción que el de similares unidades de combate de EE.UU., la minuciosidad con la que los coreanos han buscado cualquier área que lucharon en fue confirmada por el hecho de que los coreanos suelen salió con un recuento de armamento muy superior a Tropas de EE.UU. participan en acciones similares."
Un total de 320.000 coreanos sirvió en Vietnam, con un pico de fuerza (de un momento dado) en cerca de 48.000. Alrededor de 4.000 murieron. Las fuerzas de Corea en Vietnam fueron con frecuencia capaz de acumular una tasa de muertes de cerca de 25:1[cita requerida] compared to the average American kill ratio of less than 9:1[cita requerida]. The U.S Army manual on Korean participation in Vietnam states that "[a]n analysis of an action by Capital Division forces durante el período de 23 a 29 de enero de 1968 ilustra claramente la técnica de Corea. Después del contacto con una fuerza enemiga cerca de Phu Cat, los coreanos reaccionaron con rapidez... desplegó seis compañías en una maniobra de cerco y atrapó a la fuerza enemiga en su cordón. Las tropas de Corea poco a poco apretado el círculo, la lucha contra el enemigo durante el día y el mantenimiento de su cordón apretado en la noche, evitando así la fuga del enemigo. Al final del sexto día de combates, 278 NVA había sido muertos en acción con la pérdida de tan sólo 11 coreanos, una tasa de muertes de 25,3 a 1. Later in 1968 a Korean 9th Division operation titled Baek Ma 9 ("caballo blanco," en coreano en honor al White Horse Division) se inició el 11 de octubre y terminó el 4 de noviembre con 382 soldados enemigos muertos y el Batallón NVA 7 de Regimiento 18, sin efecto. Durante esta operación, el 25 de octubre, el decimoctavo aniversario de la División, 204 de los enemigos fueron muertos, sin la pérdida de un sólo soldado coreano."
El registro oficial militar de EE.UU. en la participación de Corea del Sur en la guerra de Vietnam, dice: "En resumen, parece que las operaciones de Corea en Vietnam fueron muy profesionales, bien planeado y ejecutado cuidadosamente, limitado en tamaño y alcance, especialmente en vista de los activos puestos a disposición, generalmente unilateral y en la zona coreana de táctica de responsabilidad, sujeta a consideraciones de política interna, y de gran éxito en términos de la relación de matar ".

### 1970 y 1980
En 1973, una vez que una rama separada de las Fuerzas Armadas de la República de Corea, el ROKMC se convirtió en una parte de la Armada de la República de Corea. La sede del Cuerpo de Marines se restableció en 1987.

## Organización
El ROKMC cuenta con aproximadamente 29.000 de personal, y está organizada en dos divisiones y una brigada en la Sede de la República de Corea del Cuerpo de Marines y principalmente se dedica a proteger las islas de la nación.
Tiene responsabilidades, tales como las operaciones de desembarque, llevada a cabo en coordinación con la ROKN utilizando lanchas de desembarco, flotas de superficie y aeronaves. Los marines de la República de Corea tienen la capacidad para llevar a cabo una variedad de misiones incluyendo batallas terrestres, escenarios especiales combates, la protección de las instalaciones y servicios de seguridad. Para ejecutar operaciones anfibias, posee una amplia gama de equipos de anfibios, incluyendo vehículos anfibios, así como sus propios medios de apoyo de fuego.  A major naval evolution during Foal Eagle 2000, an annual combined U.S. and Republic of Korea (ROK) exercise, fue un asalto anfibio lanzado por EE.UU. y la República de Corea marines desde buques de la Armada norteamericana pertenecientes a 7th Fleet's permanently forward-deployed Amphibious Ready Group (ARG) based in Japan.

## Estructura y orden de combate

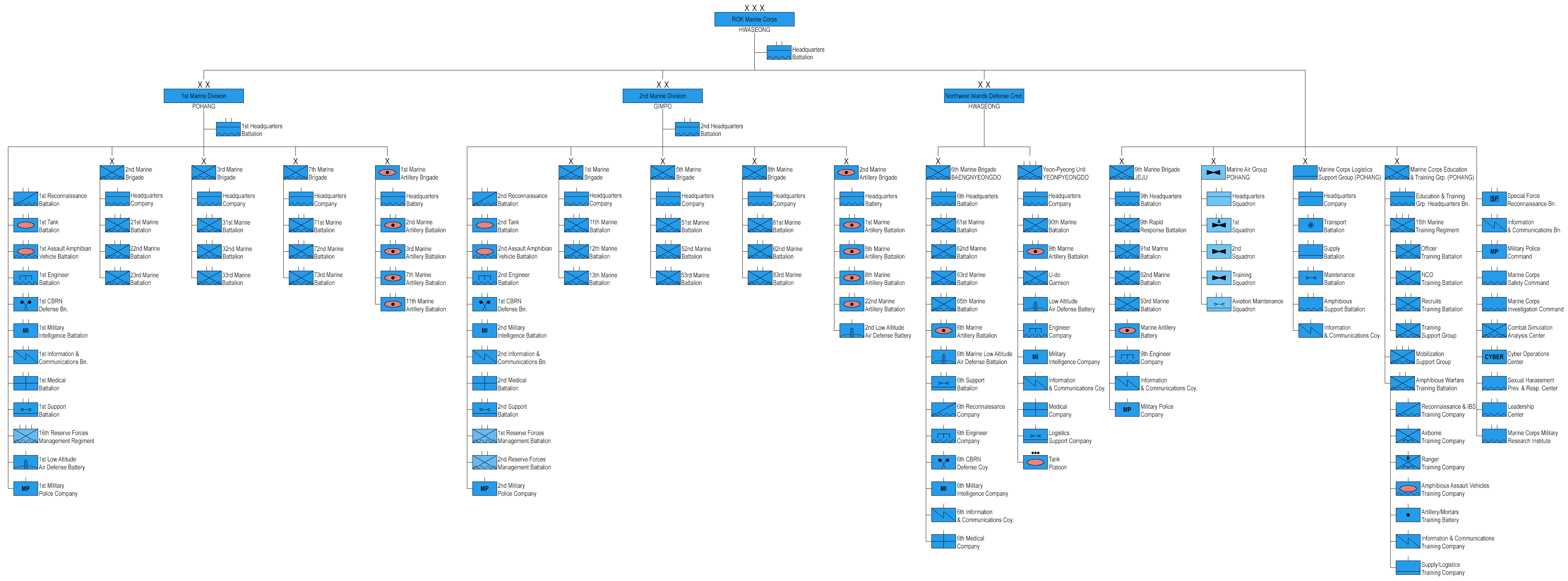
Estructura de mando de la Infantería de Marina de la República de Corea del Sur 2025.

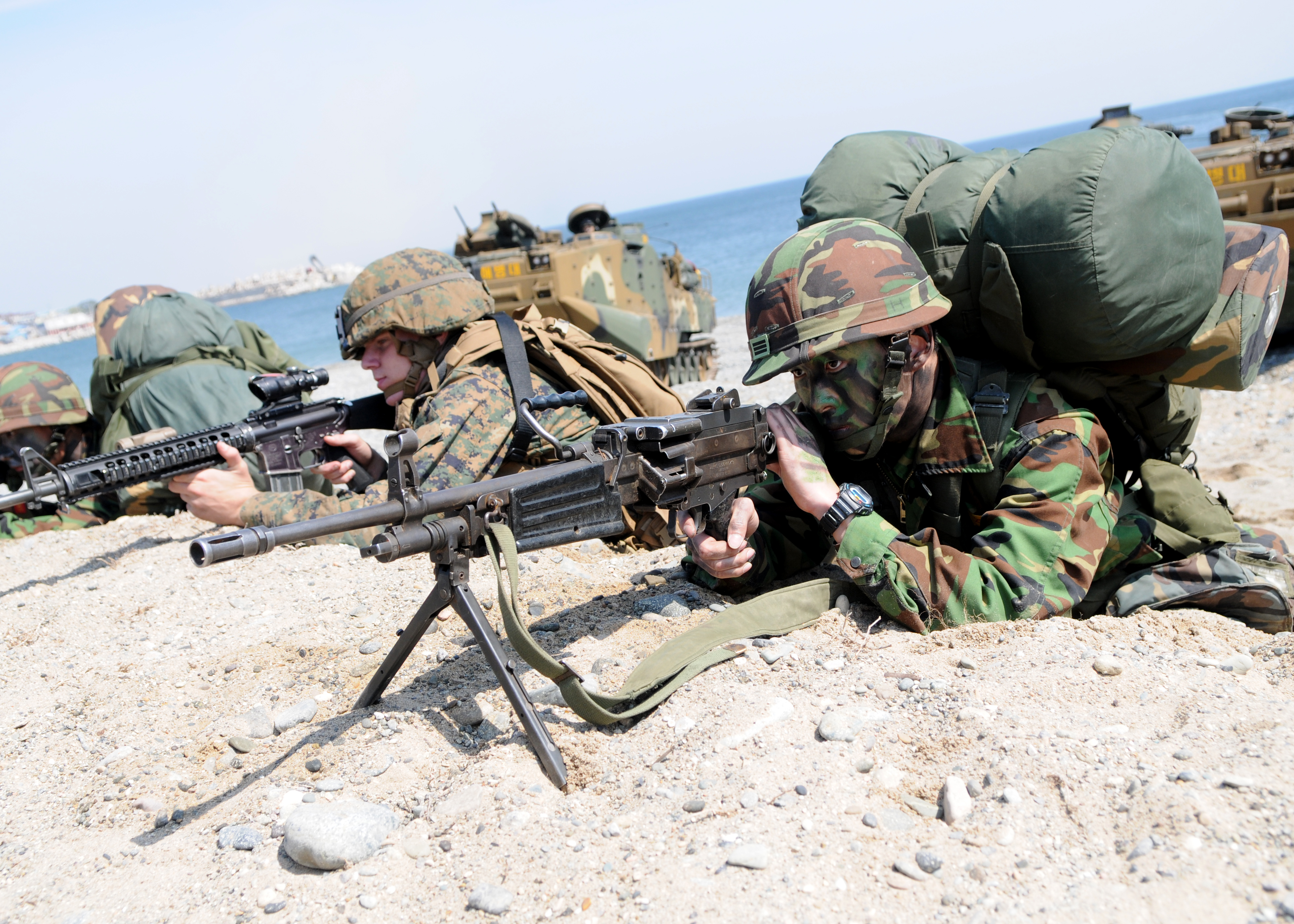
Un infante de marina observa a su línea de fuego con un fusil Daewoo K3 durante un ejercicio de asalto anfibio.

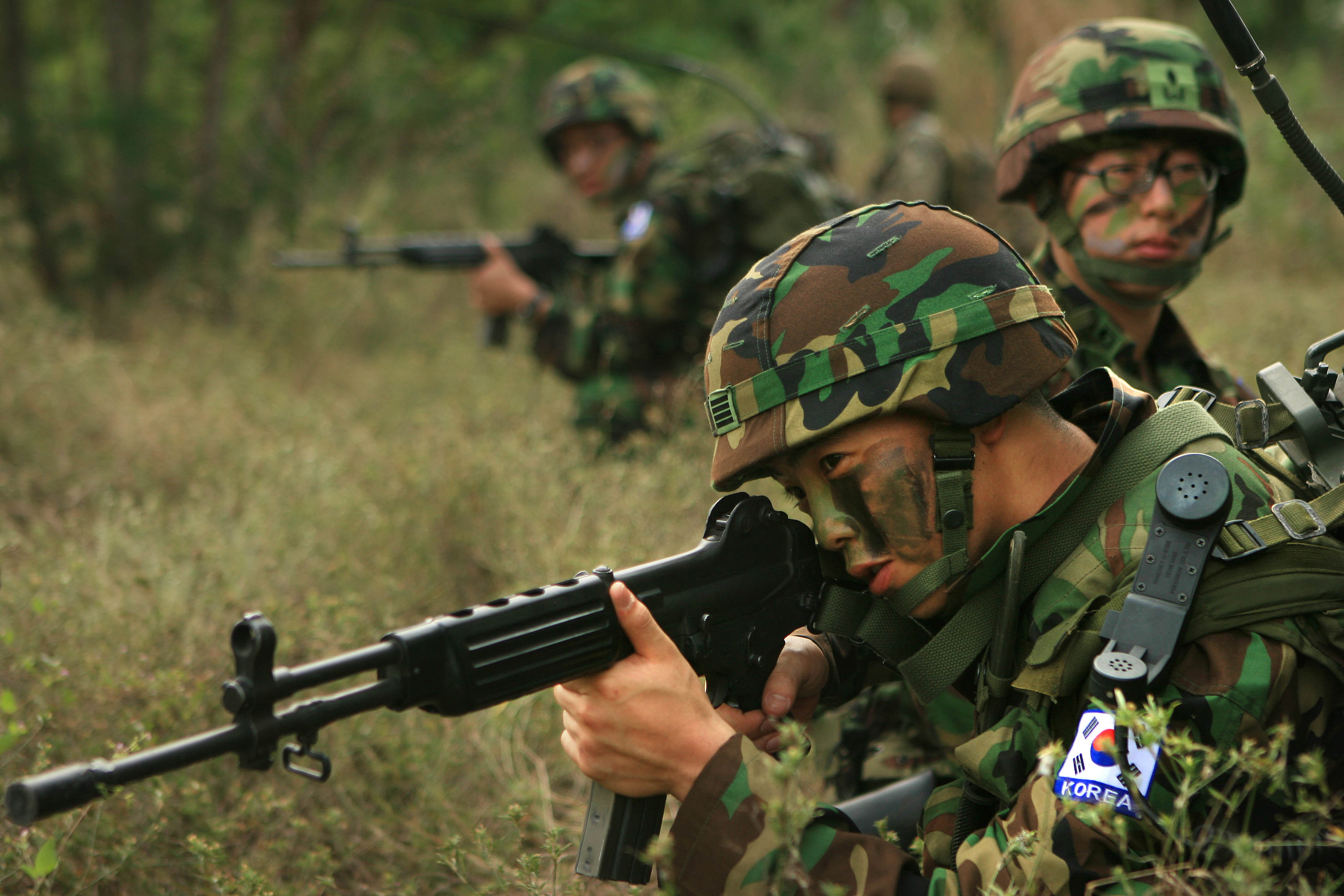
Marines surcoreanos equipados con fusiles de asalto Daewoo K2.

- Cuartel General de la Cuerpo de Infantería de Marina de la República de Corea  (del coreano: 대한민국 해병대사령부)

- Unidad Yeonpyeong  (del coreano: 연평부대)

- 90.vo Batallón de Infantería de Marina

- Grupo de Educación y Entrenamiento (del coreano: 교육훈련단)
- Grupo de Apoyo Anfibio (del coreano: 상륙지원단)

- 1.era División de Infantería de Marina (del coreano: 1해병사단)

- 1.er Batallón de Tanques: equipado con los tanques K1-88 MBT
- 1.er Batallón de Vehículos de Asalto Anfibio: equipados con los vehículos blindados KAAV7A1
- 1.er Batallón de Reconocimiento
- 1.er Batallón de Ingenieros
- 1.er Batallón de Apoyo

- 2.º Regimiento de Infantería de Marina
- 3.º Regimiento de Infantería de Marina
- 7.º Regimiento de Infantería de Marina
- 1.er Regimiento de Artillería de Marina: equipados con los óbuses K55 SPH / KH179 TH

- 2.ª División de Infantería de Marina (del coreano: 2해병사단)

- 2.º Batallón de Tanques: equipado con los tanques M48A3K
- 2.º Batallón de Asalto de Vehículos Anfibios: equipados con los blindados de transporte y asalto KAAV7A1
- 2.º Batallón de Reconocimiento
- 2.º  Batallón de Ingenieros
- 2.º Batallón de Apoyo

- 1.er Regimiento de Infantería de Marina
- 5.º Regimiento de Infantería de Marina
- 8.º Regimiento de Infantería de Marina
- 2.º Regimiento de Artillería de Marina: equipados con los óbuses K55 SPH / KH179 TH

- 6.º Brigada de la Infantería de Marina, con cuartel de operaciones en Kumhwa (del coreano: 6해병여단)

- 6.º Compañía de Reconocimiento Anfibio
- 5 Cuarteles insulares en el Mar occidental

- 9a Brigada de Infantería de Marina